# Gymnosporia championii
Gymnosporia championii är en benvedsväxtart som beskrevs av Dunn. Gymnosporia championii ingår i släktet Gymnosporia och familjen Celastraceae. Inga underarter finns listade.